# Vladimir Batez
Vladimir Batez (Владимир Батез; Novi Sad, 7 settembre 1969) è un ex pallavolista serbo.